# Амстердамський зоопарк
Амстердамський зоопарк або Зоопарк Артіс (Artis Zoo, скорочено від лат. Natura Artis Magistra «Природа — навчитель мистецтва») — зоопарк у центрі столиці Нідерландів місті Амстердамі. Це найстаріший зоосад країни, значний осередок культури і дозвілля міста й країни, популярний у містян і туристів.
Зоопарк «Артіс» займає цілий квартал по вулиці Плантаж Керклаан (Plantage Kerklaan, № 38-40) і має площу 14 га. Тут утримуються понад 6 000 особин тварин понад 700 біологічних видів.
«Артіс» — не лише зоопарк, а цілий науково-популярний комплекс, який включає акваріум, планетарій, геологічний і зоологічний музеї.

## Історія зоопарку
Зоопарк у Амстердамі був створений приватною асоціацією, що називала себе «Натура Артіс Магістра» (лат. Natura Artis Magistra «Природа — навчитель мистецтва») на чолі з Херардом Вестерманом (Gerard Westerman), Верлеманном (J.W.H. Werlemann) і Вейсмюллером (J.J. Wijsmuller), від якої заклад дістав свою сучасну назву. Тоді ж асоціація мала на меті дати городянам краще зрозуміти світ природи за допомогою експонатів і живих тварин. У 1838 році асоціацією була придбана земельна ділянка на Plantage Middenlaan і зоопарк, який був там побудований, відтоді став відомий як Артіс (скорочена назва організації). 

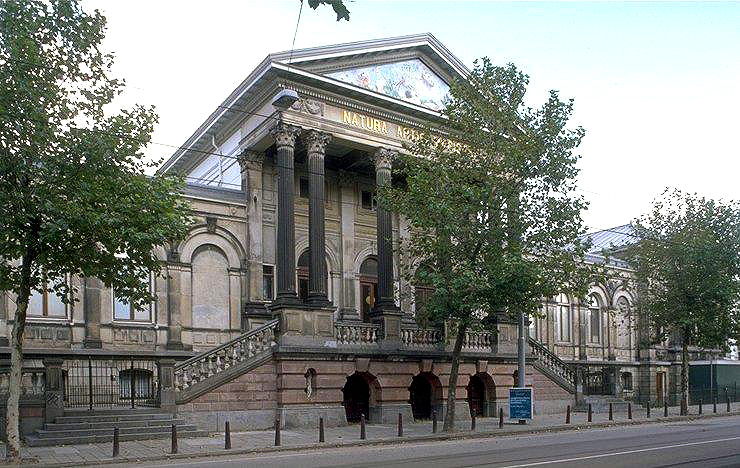
Неокласична будівля акваріума «Артіса»

На початку в «Артісі» було лише декілька тварин, але колекція зоопарку незабаром почала збільшуватись, зокрема і шляхом придбання тварин у мандрівних звіринців. 
У перші 100 років існування Амстердамського зоопарку вхід до нього був відкритий винятково для членів Асоціації, які приходили сюди для щонедільних прогулянок і відвідували концерти, що відбувалися в «Артісі» в літні місяці. 
У цей період роботи зоопарк Амстердама серед іншого відомий ще й тим, що тут утримувалась у неволі остання у світі квагга, допоки не померла в 1883 році.
У складних з економічної точки зору 1930-х роках Асоціація «Артіс» зазнала серйозних фінансових труднощів і власне більше не могла оперувати таким витратним і складним комплексом, відтак місто Амстердам та провінція Північна Голландія в 1937 році придбали зоопарк і орендували його в Асоціації за номінальну річну суму в 1 гульден. Саме відтоді (1937) зоопарк був відкритий для відвідання широкої публіки. 
Від самого початку план і розташування Амстердамського зоопарку постійно розширювалось і модернізувалось згідно з вимогами часу. На тепер більшість тварин живуть у відкритих вольєрах, щоб відповідати якомога ближче до їх природного середовища існування. До головних атракцій зоопарку належать Акваріум, у якому експонується близько 700 видів риб, що є другою за величиною колекцією у світі (після Західного Берліна), і павільйон тварин, що ведуть нічний образ життя. Для дітей особливо цікавою є тваринна ферма, де міські малюки можуть ознайомитись зі свійськими тваринами. До складу зоопарку входить зоологічний музей з великими й цінними колекціями.

## Галерея

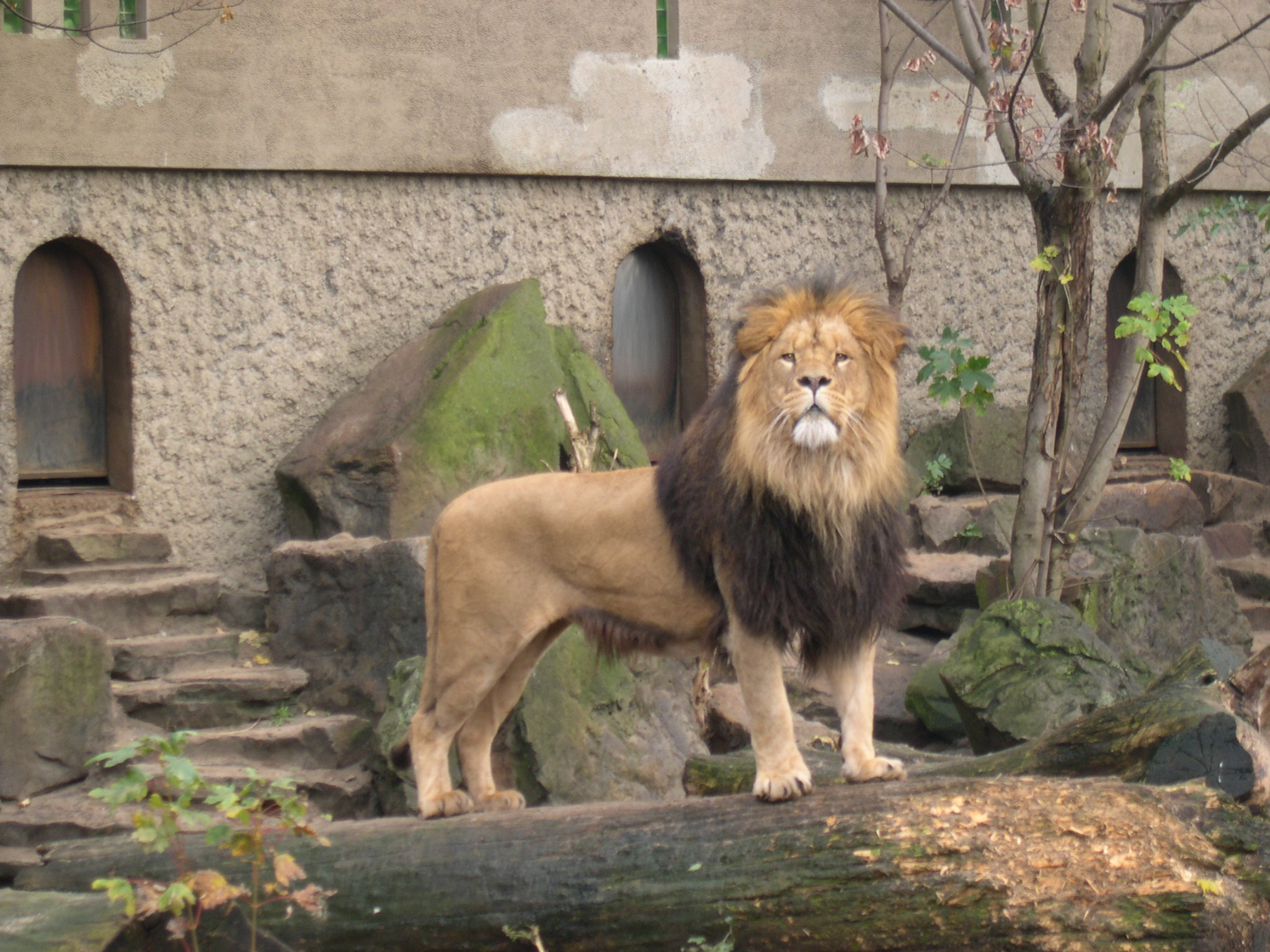
Лев у Амстердамському зоопарку
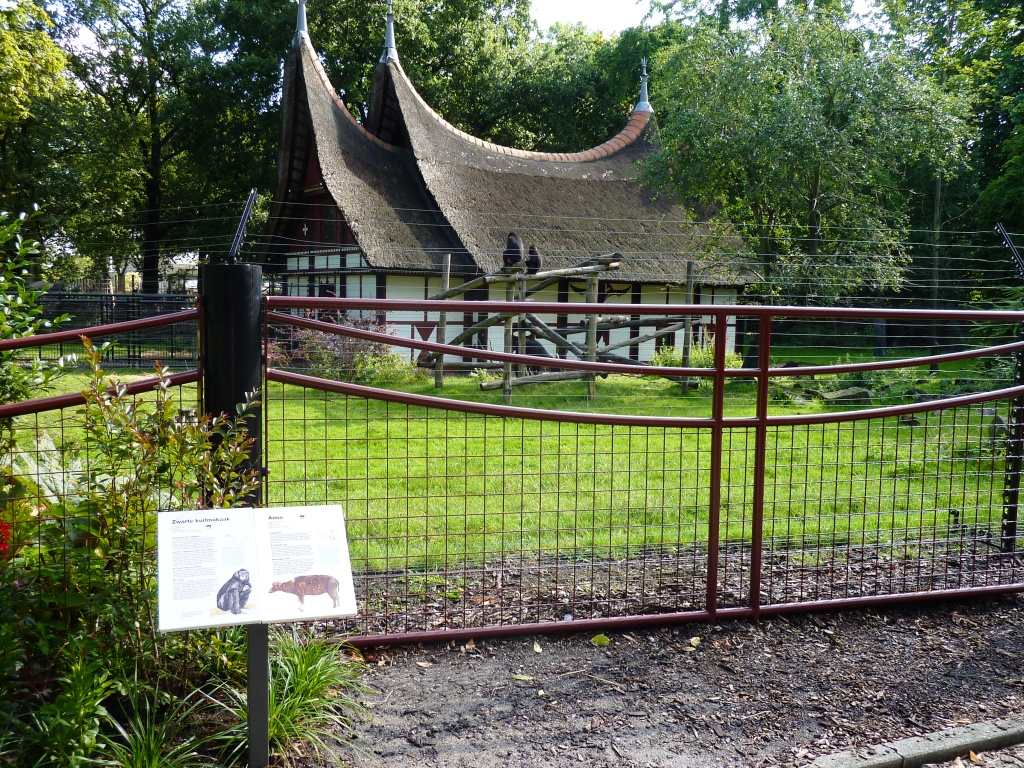
Для відтворення середовища проживання окремих видів азійських мавп була зведена репліка селища народу мінангкабау (Індонезія — колишня колонія Нідерландів)
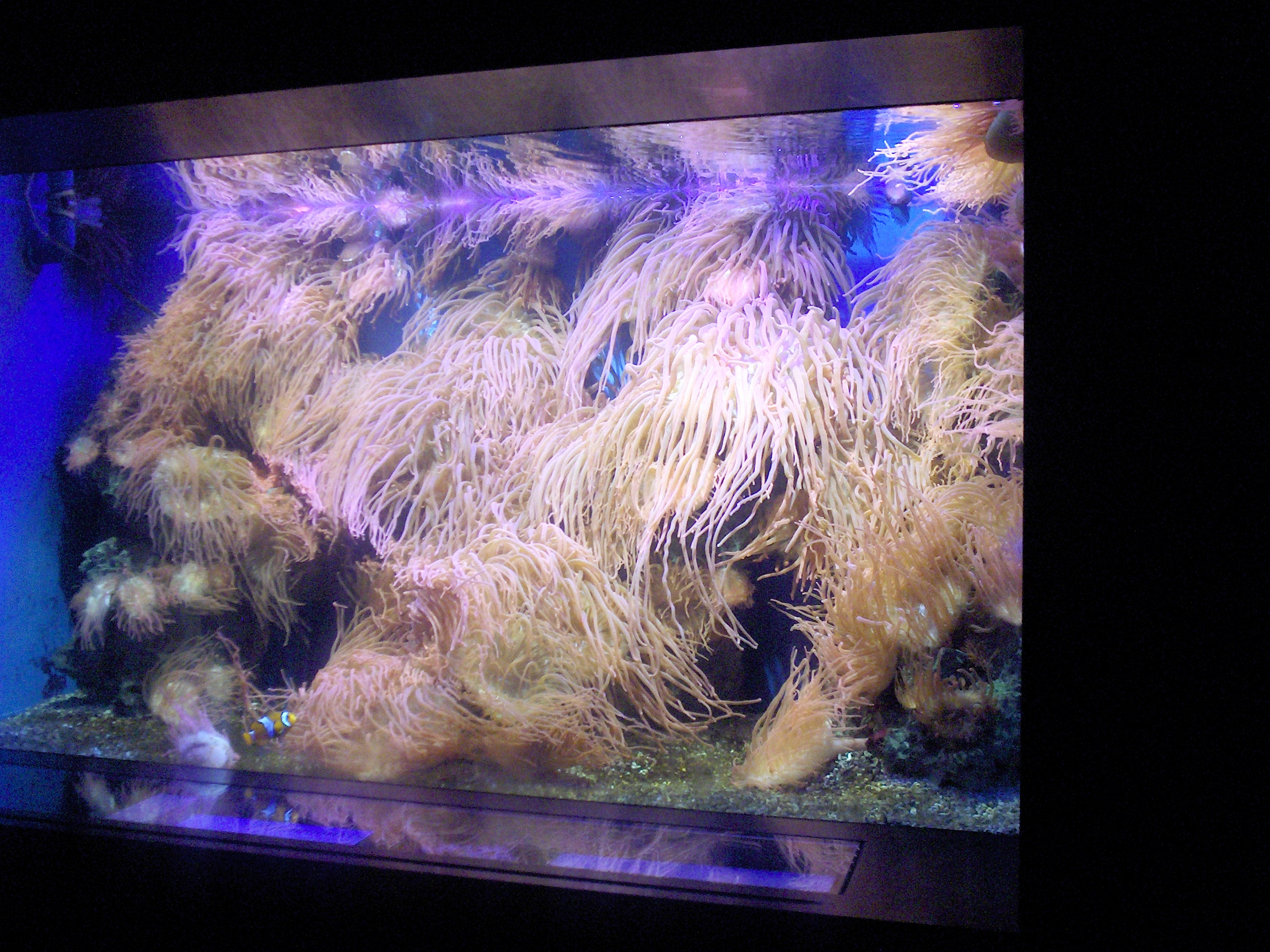
У зоопарковому акваріумі
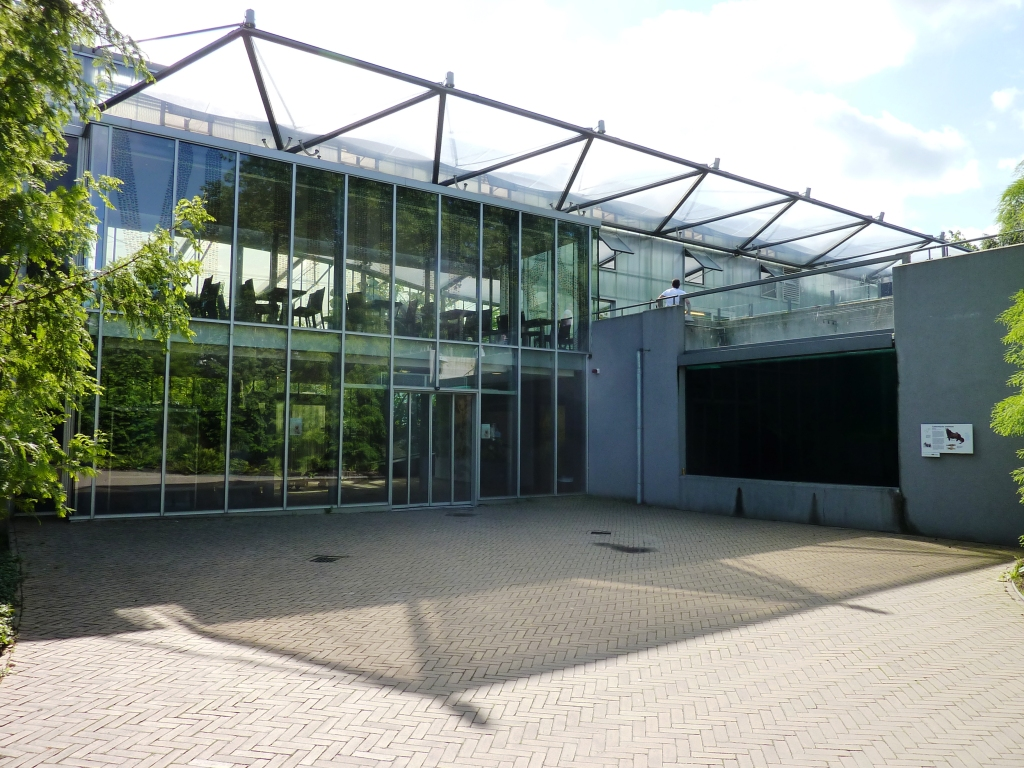
Один з корпусів зоопарку — будинок метеликів і басейн, де живе морський лев